# Belizes flag
Belizes flag blev indført 21. september 1981, da Belize fik sin uafhængighed af Storbritannien. Flaget er en videreførelse af Britisk Honduras' flag (som Belize tidligere var kendt som). De to røde striber på toppen og bunden er forskellen mellem de to flag. I midten af flaget er Belizes nationalvåben placeret.
- Wikimedia Commons har flere filer relateret til Belizes flag

| Flag | Spire Denne artikel om flag eller vexillologi er en spire som bør udbygges. Du er velkommen til at hjælpe Wikipedia ved at udvide den. |